# Caenaugochlora beethoveni
Caenaugochlora beethoveni är en biart som beskrevs av Engel 1995. Caenaugochlora beethoveni ingår i släktet Caenaugochlora och familjen vägbin. Inga underarter finns listade.